# Graydon Oliver
Graydon Oliver (Miami, 15 juni 1978) is een voormalig Amerikaans tennisser die tussen 2002 en 2008 actief was in het professionele circuit. Oliver was alleen actief in het dubbelspeltennis en won daarin vier ATP-toernooien en stond in nog vier finales.

## Palmares
| Legenda                       | Legenda               |
| ----------------------------- | --------------------- |
| Grand Slam                    |                       |
| Olympische Spelen             |                       |
| tot 2009                      | vanaf 2009            |
| Tennis Masters Cup            | ATP Finals            |
| ATP Masters Series            | ATP Tour Masters 1000 |
| ATP International Series Gold | ATP Tour 500          |
| ATP International Series      | ATP Tour 250          |

### Dubbelspel
| Nr.                           | Datum             | Toernooi         | Ondergrond | Partner             | Tegenstanders in finale        | Score               | Details |
| ----------------------------- | ----------------- | ---------------- | ---------- | ------------------- | ------------------------------ | ------------------- | ------- |
| Gewonnen finales herendubbel  |                   |                  |            |                     |                                |                     |         |
| 1.                            | 29 september 2002 | ATP Hongkong     | Hardcourt  | Jan-Michael Gambill | Wayne Arthurs Andrew Kratzmann | 6–7(2), 6–4, 7–6(4) | Details |
| 2.                            | 19 september 2004 | ATP Peking       | Hardcourt  | Justin Gimelstob    | Alex Bogomolov Jr. Taylor Dent | 4–6, 6–4, 7–6(6)    | Details |
| 3.                            | 3 oktober 2004    | ATP Bangkok      | Hardcourt  | Justin Gimelstob    | Yves Allegro Roger Federer     | 5–7, 6–4, 6–4       | Details |
| 4.                            | 24 juli 2005      | ATP Indianapolis | Hardcourt  | Paul Hanley         | Simon Aspelin Todd Perry       | 6–2, 3–1, opgave    | Details |
| Verloren finales heren dubbel |                   |                  |            |                     |                                |                     |         |
| 1.                            | 28 april 2002     | ATP Houston      | Gravel     | Jan-Michael Gambill | Mardy Fish Andy Roddick        | 4-6, 4-6            | Details |
| 2.                            | 6 oktober 2002    | ATP Tokio        | Hardcourt  | Jan-Michael Gambill | Jeff Coetzee Chris Haggard     | 6-7(4), 4-6         | Details |
| 3.                            | 27 april 2003     | ATP Houston      | Gravel     | Jan-Michael Gambill | Mark Knowles Daniel Nestor     | 4-6, 3-6            | Details |
| 4.                            | 10 juli 2005      | ATP Newport      | Gras       | Travis Parrott      | Jordan Kerr Jim Thomas         | 6-7(5), 6-7(5)      | Details |

## Prestatietabel
| Legenda | Legenda                          |
| ------- | -------------------------------- |
| g.t.    | geen toernooi gehouden           |
| l.c.    | lagere categorie                 |
| –       | niet deelgenomen                 |
| G       | uitgeschakeld in de groepsfase   |
| 1R      | uitgeschakeld in de eerste ronde |
| 2R      | uitgeschakeld in de tweede ronde |
| 3R      | uitgeschakeld in de derde ronde  |
| 4R      | uitgeschakeld in de vierde ronde |
| KF      | uitgeschakeld in de kwartfinale  |
| HF      | uitgeschakeld in de halve finale |
| F       | de finale verloren               |
| W       | het toernooi gewonnen            |
| w-v     | winst/verlies-balans             |

### Prestatietabel grand slam, dubbelspel
| Toernooi        | 2002 | 2003 | 2004 | 2005 | 2006 |
| --------------- | ---- | ---- | ---- | ---- | ---- |
| Australian Open | –    | 1R   | 1R   | 1R   | –    |
| Roland Garros   | –    | 1R   | 1R   | 1R   | –    |
| Wimbledon       | 3R   | 1R   | 2R   | 1R   | 1R   |
| US Open         | 1R   | 2R   | 3R   | 2R   | 3R   |